# モーリス・ファルマン

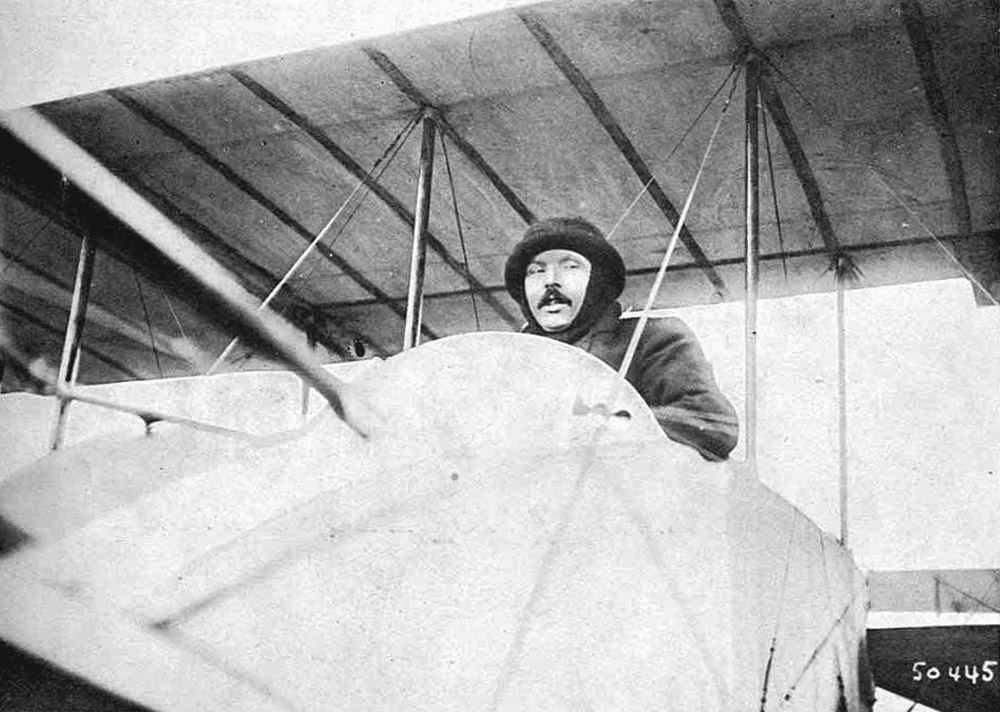
モーリス・ファルマン（1909年）

モーリス・アラン・ファルマン（Maurice Alain Farman 、1877年3月21日 - 1964年2月25日）は、フランスのグラン・プリ自動車レースチャンピオン、飛行士、航空機設計・製作者である。

## 人物
イギリス人の両親のもとにパリで生まれ、兄のディック、アンリとともにヨーロッパの航空の重要な先駆者となった。

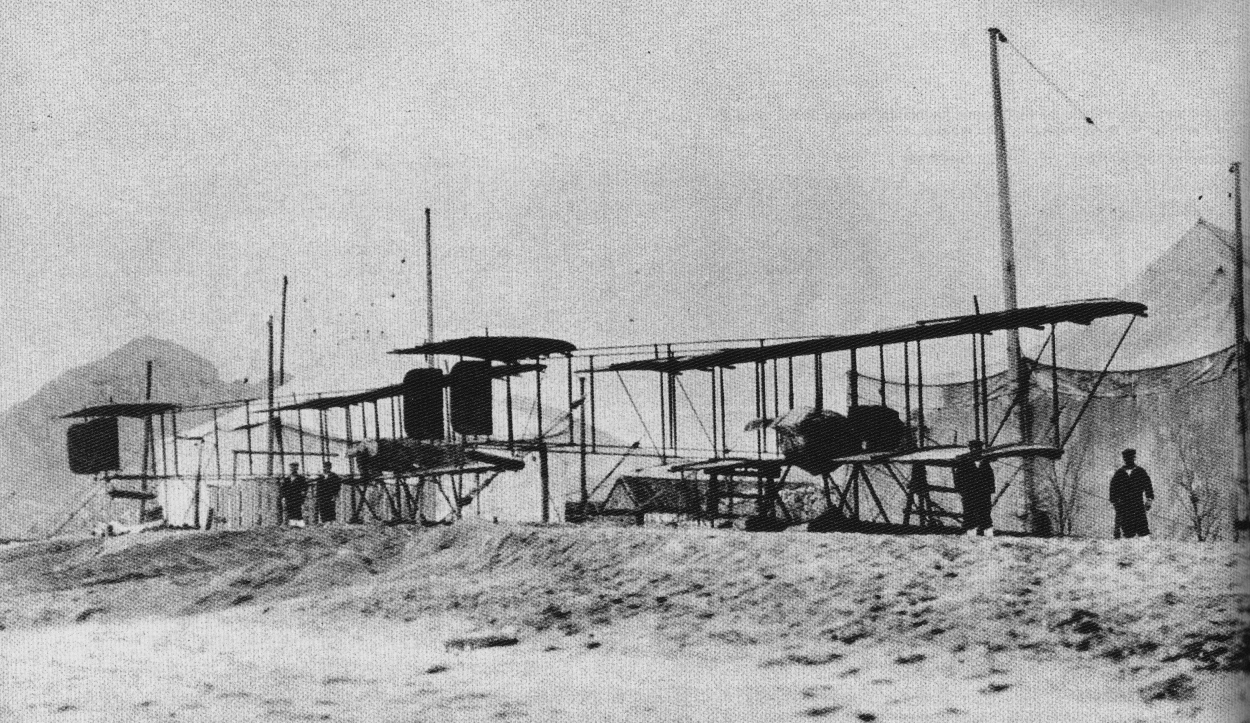
大日本帝国海軍の水上機母艦「若宮」所属の2機のモーリス・ファルマン水上機（青島、1914年）

兄のアンリとともにタンデム自転車レースのチャンピオンとなったモーリス・ファルマンは、パナール自動車によるレース参加を開始し、1901年の「グラン・プリ・ド・ポー」（Grand Prix de Pau 、「グラン・プリ」と呼ばれる最初のレース）に優勝した。また1902年5月には、パリ・アラス間を往復する「シルキュイ・ドゥ・ノール（Circuit du Nord）」レースにも勝った。同じ年、パリからウィーンへのレースにも参加し、マルセル・ルノーによって優勝した。しかし、モーリスの関心はすぐに動力飛行に移り、1909年には航続時間と速度の世界記録を作った。モーリスは飛行機の製作を開始し、1912年には兄のアンリの事業と合体させてファルマンを設立した。
モーリス・ファルマンは、1964年にパリで亡くなった。モーリスは生涯、飛行士ライセンスを得ようとしなかった。
日本にはモーリス・ファルマンの設計した初期型の飛行機が、明治晩年から大正初期にかけて数多く輸入され、航空機の国産化を促した。